# Epinecrophylla spodionota
Epinecrophylla spodionota е вид птица от семейство Thamnophilidae.

## Разпространение
Видът е разпространен в Еквадор, Колумбия и Перу.